# Aydın Süleymanlı
Aydın Süleymanlı (Schreibweise beim Weltschachverband FIDE Aydin Suleymanli; * 22. März 2005 in Baku) ist ein aserbaidschanischer Schachspieler. Aydın Süleymanlı wurde 2019 U14-Jugendweltmeister im Schach.

## Schachkarriere
Aydın Süleymanlı vertrat Aserbaidschan wiederholt in verschiedenen Altersklassen bei Jugendeuropameisterschaften und Jugendschachweltmeisterschaften. Dabei konnte er bisher vier Goldmedaillen gewinnen:
- 2013 in Budva bei der Jugendeuropameisterschaft in der Altersklasse U8.[1]
- 2014 gewann er in Tallinn die Jugendschach-Europameisterschaft im Blitz-[2] und Schnellschach[3] in der Altersklasse U10.
- 2017 in Mamaia bei der Jugendeuropameisterschaft in der Altersklasse U12.[4]
- Außerdem gelang es ihm 2019 in Mumbai, die Jugendweltmeisterschaft im Schach in der Altersklasse U14 zu gewinnen.[5]

Seit 2017 trägt er den Titel FIDE-Meister, zum Internationalen Meister wurde er im Juni 2019 ernannt.
Beim 35. Europäischen Club Cup 2019 erzielte Aydın bei einem Gegnerdurchschnitt von 2487 mit 5½ Punkten aus 7 Partien eine Performance von über 2700. Damit erreichte Aydın Süleymanlı eine Großmeisternorm, gewann 38 Elopunkte und kam erstmals mit seiner Elozahl über 2500 Punkte.
Seit 2021 trägt er den Titel Großmeister.
| Hier fehlt eine Grafik, die leider im Moment aus technischen Gründen nicht angezeigt werden kann. Wir arbeiten daran! |

Im Februar 2020 gewann der erst 14-jährige Aydın Süleymanlı als Nummer 71 der Setzliste das 18. Aeroflot Open in Moskau, das als das stärkste Open der Welt gilt, mit 6½ Punkten aus 9 Partien dank der besten Zweitwertung vor Rinat Schumabajew (Kasachstan), Rauf Məmmədov (Aserbaidschan) und Aravindh Chithambaram (Indien).

## Sonstiges
Sein Trainer ist der aserbaidschanische Großmeister Fərid Abbasov. In einem Interview mit Chessbase India verriet Süleymanlı im Oktober 2019, dass er nicht mehr zur Schule geht und sich bereits als Schachprofi sieht.